# Paesaggio agrario
Con il termine paesaggio agrario si intende un particolare modo di approccio al paesaggio agreste, studiato soprattutto nelle evoluzioni storiche delle colture che hanno portato all'aspetto attuale.
Può considerarsi opera chiave sulle trasformazioni dello scenario naturale da parte dell'uomo il trattato di un geografo inglese, P. W. Bryan (Man's adaptation of nature. Sudies on cultural landscape, 1933), anche lo storico Marc Bloch nel 1931 pubblicò Les Caractères originaux de l'histoire rurale française.

## Evoluzione dei paesaggi agrari

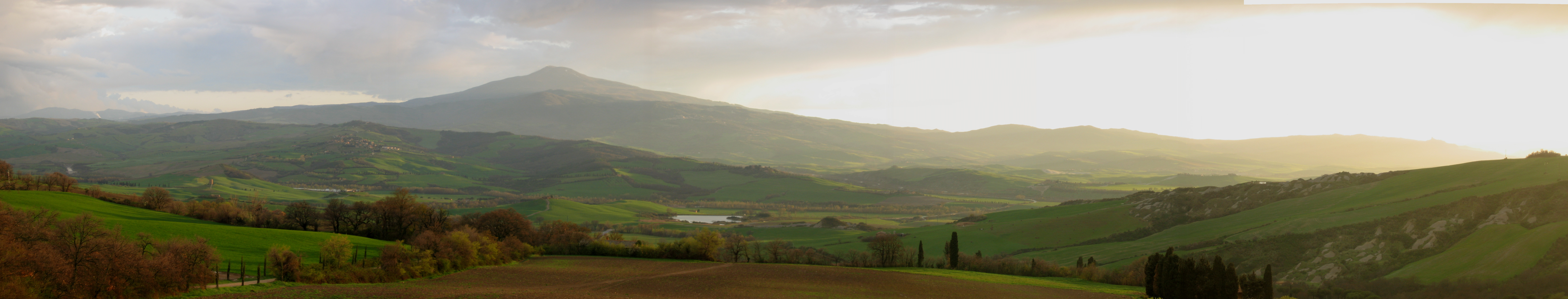
La Val d'Orcia riconosciuto dall'UNESCO Patrimonio dell'umanità

L'aspetto che ci presenta la terra nelle zone abitate non è quello originario, possiamo dire "naturale", ma quello prodotto dalla millenaria trasformazione umana per rendere il territorio più idoneo alle proprie esigenze vitali. Siccome la prima delle esigenze vitali delle società umane è la produzione di cibo, il territorio naturale è stato convertito in territorio agrario, i paesaggi che ci presenta il pianeta sono, sulle terre abitate, paesaggi agrari.
Ogni società ha modificato, peraltro, lo scenario naturale secondo la densità della propria popolazione e l'evoluzione delle tecniche di cui disponeva: ogni paesaggio agrario è la combinazione degli elementi originari (clima, natura dei terreni, disponibilità di acque) e delle tecniche usate dalla popolazione che vi vive, quelle tecniche che possono essere catalogate come "sistemi agrari".  Ogni sistema agrario, espressione del livello tecnico di un popolo ad uno stadio specifico della sua storia, ha generato un preciso paesaggio agrario.

### Teoria di Smith sullo sfruttamento agrario della terra
Quando Adam Smith scrive il proprio trattato anche nella patria delle manifatture, l'Inghilterra, l'agricoltura è la prima attività economica del paese, e all'agricoltura lo studioso scozzese dedica grandissima attenzione. La sua teoria della rendita può essere considerata una teoria dell'utilizzazione agraria della terra. Secondo la stessa teoria ogni produzione del suolo è collocata ad una distanza tale dal centro mercantile che i costi di trasporti tendano a eguagliare la rendita del medesimo capitale investito in terra. Il concetto rivela una singolare utilità nello spiegare la genesi del paesaggio agrario. Se immaginiamo, infatti, una città del XVIII secolo, pensiamo a Londra, le produzioni delle diverse derrate saranno disposte su cerchi concentrici al mercato urbano: nel primo cerchio gli ortaggi, che vengono portati in città ogni mattina, nel secondo il fieno per i lattai che mantengono nei sobborghi le proprie mucche, nel terzo i fieni per i cavalli da carrozza, poi i pascoli per i bovini da macello, quelli per gli ovini. Il frumento, una mercanzia il cui valore per unità di peso giustifica lunghi trasporti, può essere trasportato da lunghe distanze: in parte cospicua può essere importato da paesi stranieri. Londrà sarà, infatti, il primo porto di sbarco del frumento dell'Ucraina, poi di quello della Prateria nordamericana e della Pampa argentina.

## In Italia
L'opera più nota sulla storia del paesaggio agrario italiano è di Emilio Sereni (Storia del paesaggio agrario, 1961), che ripercorre l'evoluzione del paesaggio nei secoli attraverso un'analisi sociologica ed economica di impostazione marxista, prendendo esempi dalle opere pittoriche. Più recentemente Antonio Saltini e Maria Sframeli hanno proposto una storia del paesaggio italiano attraverso la storia della pittura da Giotto a Giovanni Fattori.
Il paesaggio agrario, come effetto della lenta stratificazione dell'attività agricola sul primitivo paesaggio naturale, in tutte le zone di antica civilizzazione, è oggetto di progetti di salvaguardia di alcune associazioni come Italia Nostra.